# شورش‌های پاریس (رویداد رولیون)
شورش‌های پاریس (رویداد رولیون)، (به انگلیسی Réveillon riots) شورشی است که در ۲۶ تا ۲۸ آوریل در منطقه فوبور سنت آنتوان پاریس اتفاق افتاده‌است. این رویداد در یک کارخانه تولید کاغذ دیواری لوکس متعلق به ژان-باپتیست روی داد و قبل از تصرف زندان باستیل در ۱۴ ژوئیه سال ۱۷۸۹ به ثبت رسیده‌است.

## کارخانه ژان باپتیست رولیون
ژان باپتیست رولیون یک کارخانه دار ثروتمند بود که کارخانه اش با ۳۰۰ کارگر در ۱۹ اکتبر سال ۱۷۸۳ شاهد اولین شورش پاریس شد.
شورش رولیون یکی از اولین صحنه‌های انقلاب فرانسه بحساب می‌آید. این شورش وقتی شروع شد که رولیون صاحب کارخانه کاغذسازی در پاریس در اطلاعیه‌ای اعلام کرد مزد کارگران ماهر کم خواهد شد.

## زمینه‌های شورش

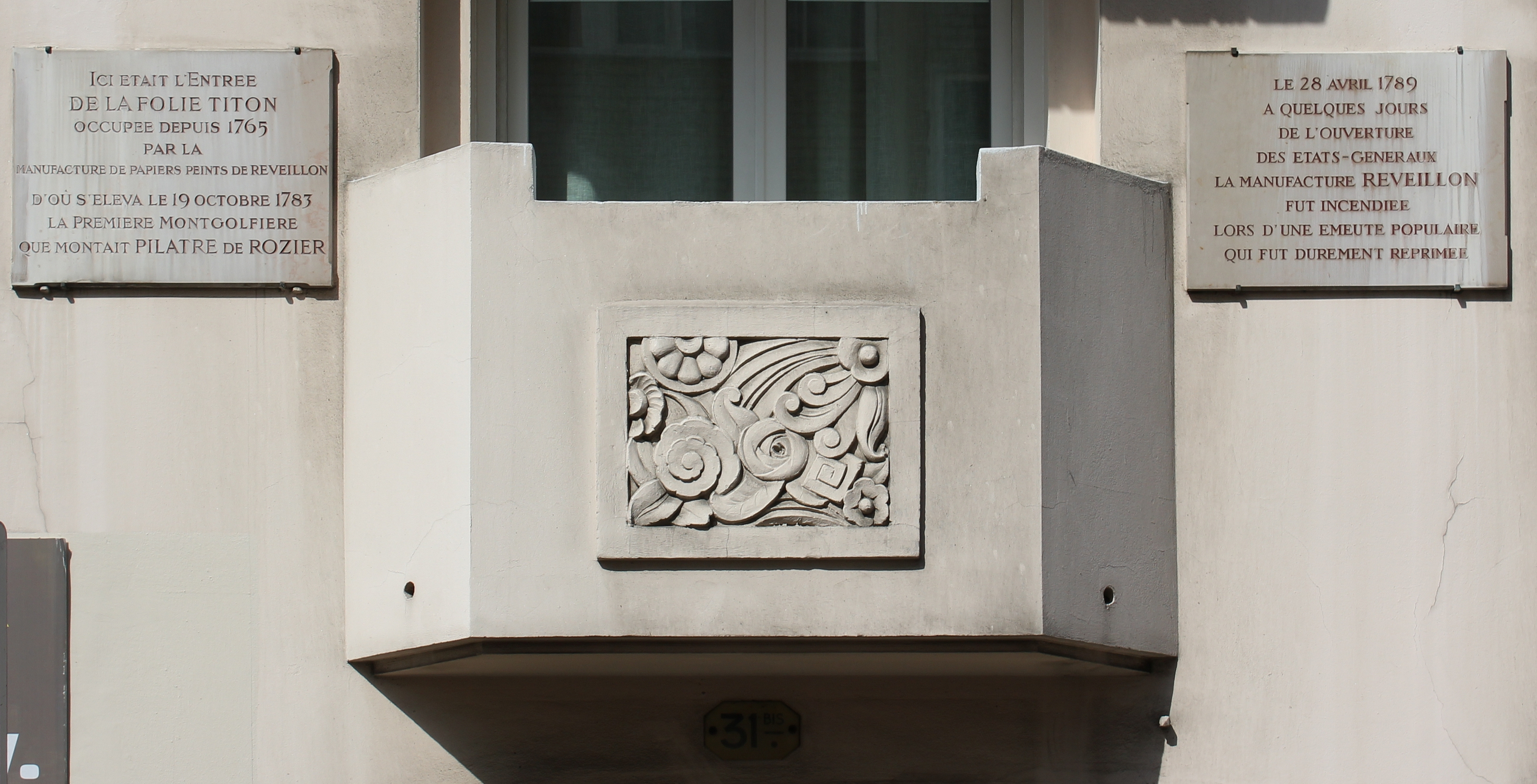
یادواره کارخانه فولی تیتون در پلاک ۳۱ کوچه مونروی پاریس

در ماه‌های اول سال ۱۷۸۹ پس از یک زمستان سخت، قیمت نان به شدت بالا رفت. تنش‌ها بالا گرفت و در نهایت تا پنجم ماه مه بازگشایی پارلمان فرانسه به تعویق افتاد. انتخابات نمایندگان در پاریس نیمه تمام باقی ماند و حتی کارگران دیگر حق رأی نداشتند. در پاریس فضا برای کارگران سخت‌تر از استان‌های دیگر شد. قحطی و بیکاری و فقدان مجمع نمایندگان ساکنان فوبور سنت آنتوان و سن مارسل را تهدید می‌کرد.
در ۲۳آوریل، زمانی که کارگران تجمع کرده بودند رولیون کارخانه دار ثروتمند و صاحب کارخانه کاغذسازی اطلاعیه‌ای منتشر کرد که در آن به پایین آمدن دستمزد کارگران اشاره شده بود. با این اطلاعیه کارگران ماهری که تا آن زمان روزانه ۲۵ سو مزد دریافت می‌کردند قرار شد که ۱۵ سو دریافت کنند. به بیان دیگر این کارفرما که ایده‌های لیبرالی هم داشته خواسته بود تا حقوق کارگران را به این دلیل کم کند تا قیمت نان و آرد توزیع شده میان کارگران کمتر شود. هانریوت یک کارخانه دار دیگر که صاحب کارخانه نیترات پتاسیم بود نیز با ایده او موافق بود. به‌هرحال صدای کارگران بلند شد که رولیون می‌خواهد حقوق‌ها را کم کند. این فضا به داخل کارگاه‌ها و کاباره‌ها هم کشیده شد و به تهدید به انفجار منتهی شد.

## شروع شورش
روز دوشنبه ۲۷ آوریل ۷ هزاران کارگر بیکار، کارفرمای جزء و خدمه کشتی به سوی میدان باستیل حرکت کردند. آن‌ها فریاد می‌زدند مرگ بر ثروتمندان، مرگ بر اریستوکرات‌ها، مرگ بر مونوپول‌ها، نان با دو سوپ و مرگ بر پلیس. تظاهرکنندگان در هتل دو ویل پاریس صورتک‌های رولیون و هانریوت را آتش زدند.
در مقابل هتل دو ویل پاریس یک اکیپ از نمایندگان مجمع نمایندگان و سرمایه داران تلاش کردند تظاهر کنندگان را راضی کنند که متفرق شوند؛ ولی جمعیت به سوی کارخانه رولیون حرکت کرد. نزدیک به ۵۰ نگهبان از کارخانه حفاظت می‌کردند و مانع نزدیک شدن کارگران شدند؛ ولی تظاهر کنندگان به خانه هانریوت که بدون حفاظت بود حمله کردند. خانه او بدست تظاهر کنندگان تخریب شد و خانواده اش فرار کردند.
روز بعد در ۲۸ آوریل یک تجمع دیگر در مقابل کارخانه رولیون برگزار شد. شورشیان به ساختمان حمله کردند و همه چیز را منهدم کردند. آن‌ها تمامی اثاثیه ساختمان را از پنجره و بالای ساختمان بر سر گارد حفاظتی پرتاب کردند. گفته می‌شود که در این میان از طرفین ده‌ها نفر کشته و زخمی شدند. فرمانده پلیس فوبور سنت آنتوان شورشیان را تا فوبور سن میشل تعقیب کرد و در ۲۹ آوریل دو نفر را به دار آویخت.